# Сумец, Андрей Михайлович
Андрей Олегович Сумец (род. 15 апреля 1980) — украинский шахматист, гроссмейстер (2006).
Занял 2-е место на чемпионате Украины 2002 года.
Участник личного чемпионата Европы (2011) в г. Экс-ле-Бен (+4 −2 =5).
В составе команды «Укргазификация Юг» (Одесса) участник 10-го командного чемпионата Украины (2002) в г. Алуште (играл на 1-й доске, команда заняла 11-е место).
В составе команды города Вирцфельд (Бельгия) участник 29-го Кубка европейских клубов (2013) в г. Родосе (играл на 1-й доске, команда заняла 18-е место).
Победитель международного турнира 20° Festival Internazionale Scacchistico di Triste, в Триесте (2018).
Многократный чемпион Одессы.
По состоянию на апрель 2022 года занимал 28-ю позицию в рейтинг-листе активных украинских шахматистов и 39-е место среди всех шахматистов Украины.

## Изменения рейтинга
| Графики недоступны из-за технических проблем. См. информацию на Фабрикаторе и на mediawiki.org. |